# 프리텐더 제로드
《프리텐더 제로드》(영어: The Pretender)는 1996년부터 2000년까지 NBC에서 방영한 드라마이다.